# Liste der Nummer-eins-Hits in Norwegen (1963)
Diese Liste enthält alle Nummer-eins-Hits in Norwegen im Jahr 1963. Es gab in diesem Jahr zehn Nummer-eins-Singles.
| Singles |
| --- |
| - Elvis Presley – Return To Sender - 12 Wochen (49/1962 – 8/1963) - Arne Bendiksen – Jeg vil ha en blå ballong - 2 Wochen (9/1963 – 10/1963) - Cliff Richard & The Shadows – Summer Holiday - 7 Wochen (11/1963 – 17/1963) - Ned Miller – From A Jack To A King - 4 Wochen (18/1963 – 21/1963) - Cliff Richard & The Shadows – Lucky Lips - 8 Wochen (22/1963 – 29/1963) - Elvis Presley – (You're The) Devil In Disguise - 6 Wochen (30/1963 – 35/1963) - Kyu Sakamoto – Sukiyaki - 7 Wochen (36/1963 – 42/1963) - Wencke Myhre – Gi meg en cowboy til mann - 5 Wochen (43/1963 – 47/1963) - Bobby Bare – Detroit City - 3 Wochen (48/1963 – 50/1963) - Cliff Richard & The Shadows – Don't Talk To Him - 3 Wochen (51/1963 – 1/1964) |

Siehe auch: Nummer-eins-Hits 1963 in  Australien, Belgien, Deutschland, Finnland, Frankreich, Irland, Italien, den Niederlanden, Spanien, den Vereinigten Staaten und im Vereinigten Königreich.